# 苏纳 (苏纳区)
苏纳（羅馬化：Suna）是俄罗斯基洛夫州的市级镇、苏纳区行政中心，位于维亚特卡河流域内苏纳河畔，地处基洛夫州南部，在州府基洛夫东南方。
镇名来自于河名。该地2021年人口有1,955人；2010年人口2,199；2002年人口2,475；1989年人口3,559。